# Csorba János (labdarúgó, 1927)
Csorba János (1927. – 1987. április) labdarúgó, csatár.

## Pályafutása
1958-ig a Diósgyőri VTK labdarúgója volt. Az 1958-1959-es idényben a Miskolci VSC csapatában játszott. 1950–1959 között az élvonalban 80 bajnoki mérkőzésen szerepelt és 28 gólt szerzett.